# Jordi Anguerri i Profitós
Jordi Anguerri i Profitós (Balaguer, 23 de març de 1890 - segle XX) fou un compositor i baríton català.
Va estudiar solfeig, piano i harmonia amb Joseph Cortause, que era exprofessor del Conservatori de Toulouse. Amb la seva carrera eclesiàstica i un cop ordenat capellà, va obtenir una plaça com a baríton a la Catedral de Toledo i, més tard, a San Francisco el Grande de Madrid. Tanmateix, també és reconeguda la seva tasca compositiva amb obres religioses i profanes com la sarsuela Hotel Crédito, que va ser estrenada a La Seu d'Urgell. Va ser membre, també, del Triubunal d'Oposició.